# AIDA International
L'Associazione internazionale per lo sviluppo dell'apnea (AIDA, in francese Association Internationale pour le Développement de l'Apnée) 
promuove l'educazione all'immersione in apnea, emana le regole per la sicurezza, sovrintende, regola ed organizza le competizioni a livello mondiale. 

## Storia
Fondata inizialmente come AIDA a Saint-Louis in Francia, il 2 novembre 1992 dai francesi Roland Specker, Loïc Leferme, Claude Chapuis, Thierry Meunier, è stata in seguito rifondata nel 1999 come AIDA International con sede a Losanna, Svizzera.
L'AIDA collaborava inizialmente con la Commissione Nazionale di Apnea della FFESSM   per quanto riguarda i livelli di apnea e la supervisione delle gare e fino al 2018 ogni professionista certificato in una delle 2 strutture aveva la possibilità di ottenere il certificato corrispondente al proprio livello dall'altra struttura per equivalenza. Inoltre dal 2013, la fusione di AIDA International e AIDA France con la commissione nazionale di apnea della FSGT - Fédération sportive et gymnique du travail   consente equivalenze di certificazione per tutti i livelli di apneisti, istruttori e giudici.  Attualmente l'AIDA France continua a riconoscere i livelli FFESSM come porta d'accesso alla formazione di livello superiore.
L'AIDA International è affiliata alla EUF - Federazione Subacquea Europea (European Underwater Federation). 
Il presidente attuale è il romeno Alexandru Russu, che ha sostituito dal 2020 la statunitense Carla Sue Hanson, detentrice di vari record mondiali, deceduta il 6 febbraio 2020 all'età di 64 anni, dopo una breve battaglia contro il cancro. 
Le lingue ufficiali sono il francese e l'inglese.

## Qualifiche e certificazioni
AIDA ha un sistema "a stelle" per classificare le sue certificazioni di apnea:
Certificazioni di apnea
Apneista AIDA 1 stella, 8 metri CWT, 1'15" STA, 25 metri DIN.
Apneista AIDA 2 Stelle, 12 metri CWT, 2' STA, 40 metri DIN.
Apneista AIDA 3 stelle, 24 metri CWT, 2'45" STA, 55 metri DIN.
Apneista AIDA 4 Stelle, 32m CWT, 3'30" STA, 70m DIN.
Certificazioni di specialità
Apneista di sicurezza da competizione.
Apneista da competizione.
Apneista in immersioni profonde.
Apneista con monopinna.
Certificazioni di istruttore
AIDA ha 3 livelli di qualifiche e certificazioni di Istruttore:
Istruttore AIDA, può insegnare ad apneisti fino al livello 3 stelle.
AIDA Master Instructor, può insegnare ad apneisti fino al livello 4 Stelle.
AIDA Instructor Trainer, può insegnare a tutti i livelli e agli istruttori di grado inferiore.